# Luk Fook Holdings
Luk Fook Holdings International Limited или Lukfook Group — гонконгская холдинговая компания, управляет сетями ювелирных магазинов 
Lukfook Jewellery, Lukfook Joaillerie, Love Lukfook, 3DG Jewellery, Heirloom Fortune и Goldstyle в Китае и мире.
Компания основана в 1991 году, операционная штаб-квартира расположена в Гонконге, регистрационная штаб-квартира — в Гамильтоне.

## История
Первый магазин Luk Fook Jewellery открылся в 1991 году в гонконгском районе Норт-Пойнт, его совладельцами были Вон Вай Сён и киноактриса Паулин Ён. В 1994 году компания вышла на рынок материкового Китая, открыв свой первый магазин в провинции Гуандун; в 1996 году открыла в Гонконге лабораторию по оценке жадеита, нефрита, алмазов и золота. 
В мае 1997 года Luk Fook вышла на Гонконгскую фондовую биржу; в 2001 году её торговая сеть насчитывала около 70 магазинов. В 2002 году компания открыла свой первый магазин в Макао; в 2003 году открыла свой первый магазин в Канаде и ювелирную фабрику в районе Наньша (Гуанчжоу); в 2004 году Luk Fook открыла свой первый магазин в новом международном аэропорту Гуанчжоу Байюнь, в 2006 году — первый магазин в США, в 2010 году — первый магазин в Сингапуре.
В 2011 году Luk Fook Holdings открыла свою новую штаб-квартиру Luk Fook Jewellery Centre в районе Джордан и расширила ювелирную фабрику Lukfook Jewellery Cultural & Creative Industry Park в Гуанчжоу; в 2012 году число торговых точек компании превысило 1000 магазинов. В 2013 году Luk Fook открыла свой первый магазин в Австралии и учредила Victoria Gemological Institute (оценка алмазов, рубинов, сапфиров, изумрудов, жадеита и нефрита); в 2014 году приобрела 50 % акций торговой сети 3D-Gold; в 2015 году заключила контракт на покупку алмазов у De Beers (ЮАР), став одним из сайтхолдеров этой корпорации, а также открыла свой крупнейший зарубежный магазин в Торонто.   
В 2016 году выручка компании превысила 12,8 млрд гонк. долларов; в том же году Luk Fook открыла свои первые магазины в Малайзии, Южной Корее и Нью-Йорке. По состоянию на осень 2017 года рыночная капитализация Luk Fook Holdings превысила 20 млрд гонк. долларов; в том же году компания открыла свой первый магазин в Сан-Франциско. 
В 2018 году Luk Fook открыла свои первые магазины в Камбодже и на Филиппинах, а также новые офисы в Шэньчжэне и Гонконге. В 2019 году компания открыла первый магазин новой сети Goldstyle в Сиане; общее число торговых точек Luk Fook Holdings превысило 2000 магазинов. В 2020 году компания открыла первые магазины новой сети Lukfook Joaillerie в Сямыне и Куньмине, а также вновь расширила комплекс Lukfook Jewellery Cultural & Creative Industry Park в Гуанчжоу. 
В 2021 году Luk Fook открыла свой первый магазин в Лаосе; в 2022 году начала строительство ювелирной фабрики в Ичане и открыла первый магазин новой сети Heirloom Fortune в Цзянмыне (по итогам 2022 года общее число торговых точек Luk Fook превысило 3000 магазинов). В 2023 году компания открыла свой первый магазин в Таиланде и первый магазин новой сети Love Lukfook в Чжаньцзяне. В январе 2024 года Luk Fook Holdings завершила приобретение компании Hong Kong Resources Holdings, которая владела сетью ювелирных магазинов 3DG Jewellery. По состоянию на 2024 год у Luk Fook Holdings было 3480 точек продаж в 11 странах и регионах мира, в том числе 3390 магазинов в материковом Китае.

## Деятельность
Luk Fook Holdings занимается производством и торговлей ювелирными украшениями из золота, платины, серебра, бриллиантов, жемчуга и жадеита (кольца, браслеты, ожерелья, цепочки, кулоны, серьги), а также часами, статуэтками и другими подарочными наборами. Ювелирные магазины Luk Fook Jewellery расположены в Гонконге, Макао, материковом Китае, Сингапуре, Малайзии, Таиланде, Камбодже, Лаосе, на Филиппинах, в США, Канаде и Австралии.
По итогам 2023 года основные продажи пришлись на материковый Китай (45 %), Гонконг (36,4 %), Макао и зарубежные рынки (18,6 %).

## Акционеры
Крупнейшими акционерами Luk Fook Holdings являются Luk Fook Control Limited (40,62 %), Silchester International Investors (19,75 %), First Sentier Investors (9,07 %), The Vanguard Group (2,17 %), Вон Вай Сён (1,55 %), Estate of Lee Shu Kuan (1,52 %), Dimensional Fund Advisors (1,3 %), Value Partners Group (1,16 %) и Dragon King Investment (1,13 %).

## Галерея
- Гонконг
- Канада
- Шэньчжэнь
- Гонконг
- Дунгуань

- Гонконг
- Шэньчжэнь
- Гонконг
- Гонконг
- Шэньчжэнь